# Gurbrü
Gurbrü (Frans (verouderd): Corbruil) is een gemeente en plaats in het Zwitserse kanton Bern, en maakt deel uit van het district Bern-Mittelland.
Gurbrü telt 253 inwoners.